# Le Bugue
Le Bugue település Franciaországban, Dordogne megyében. Lakosainak száma 2638 fő (2022. január 1.). Le Bugue Savignac-de-Miremont, Saint-Chamassy, Limeuil, Audrix, Campagne, Journiac, Paunat, Saint-Avit-de-Vialard és Les Eyzies községekkel határos.

## Népesség
A település népességének változása:
| Lakosok száma | 2741 | 2784 | 2764 | 2762 | 2702 | 2656 | 2587 | 2588 | 2595 | 2638 |
|               | 1968 | 1982 | 1990 | 2006 | 2013 | 2015 | 2017 | 2019 | 2020 | 2022 |